# 공주 이씨
공주 이씨(公州李氏)는 충청남도 공주시를 본관으로 하는 한국의 성씨이다.
시조는 이천일이다. 〈공주이씨세계도〉(公州李氏世系圖)에는 시조로부터 중시조까지의 소목(昭穆)에 뚜렷하며, 31세 이백령이 양산 이씨의 관조(貫祖)로, 34세 이자송이 수원 이씨의 관조로 분적(分籍)되었다.

## 참고 자료
- “공산이씨(公山李氏)”. 뿌리를 찾아서.[깨진 링크(과거 내용 찾기)]